# Église catholique en Argentine

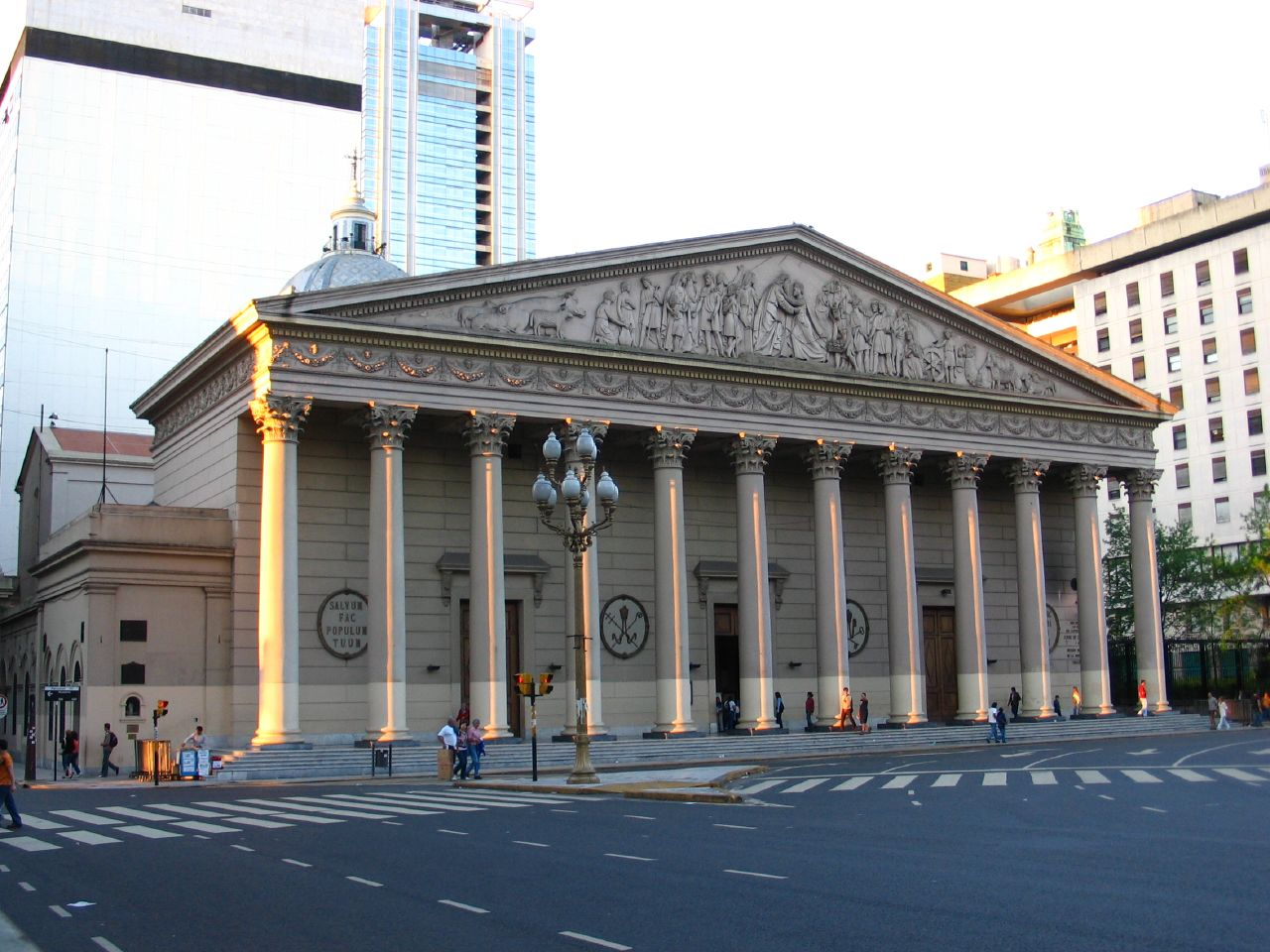
Cathédrale métropolitaine de Buenos Aires.

 (mars 2025).
L'Église catholique en Argentine est une partie intégrante de l'Église catholique. Elle regroupe l'ensemble des chrétiens d'Argentine reconnaissant l'autorité du pape. Elle constitue la plus importante communauté religieuse du pays.

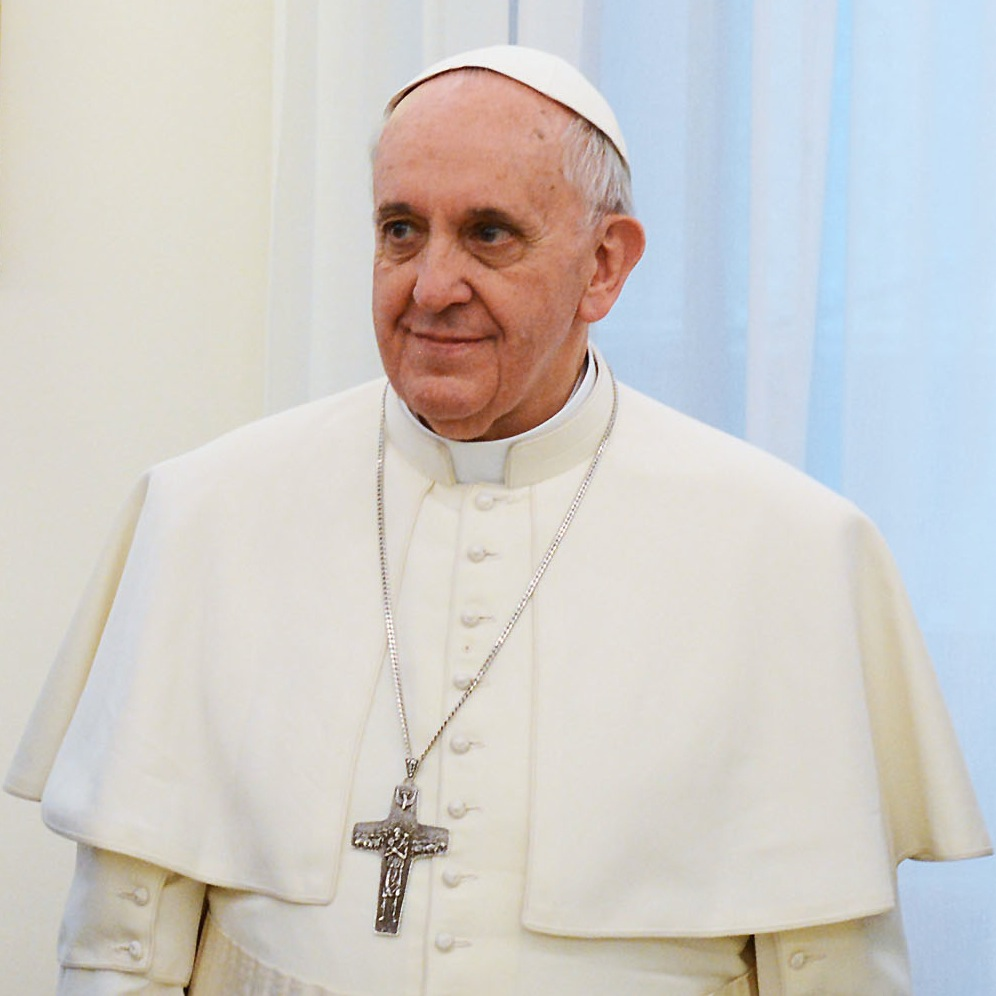
Le pape François, premier et seul pape argentin.

L’archevêque de Buenos Aires possède le titre de primat d'Argentine. Il est actuellement occupé par Jorge Ignacio García Cuerva depuis le 26 mai 2023.

## Histoire
Le catholicisme est importé sur le territoire argentin par des missionnaires, principalement espagnols, dès le XVIe siècle. Il connait un essor pendant les différentes vagues de migration italienne de la seconde moitié du XIXe siècle.
En juin 1982, le pape Jean-Paul II se rend en Argentine lors d'un voyage pastoral. C'est la première fois qu'un pape se rend dans ce pays.
En 2013, le conclave qui suit la renonciation de Benoît XVI élit Jorge Mario Bergoglio, alors archevêque de Buenos Aires. Il prend le nom de François. C'est la première fois qu'un pape est natif du continent américain. C'est également le premier jésuite à accéder à cette fonction.

## Organisation
L'Église catholique en Argentine se compose de 14 provinces ecclésiastiques

Localisation des provinces ecclésiastiques en Argentine

- Bahía Blanca
- Buenos Aires
- Córdoba
- Corrientes
- Mendoza
- Mercedes-Luján
- Paraná
- La Plata
- Resistencia
- Rosario
- Salta
- San Juan
- Santa Fe
- Tucumán

## Source
- (en) Cet article est partiellement ou en totalité issu de l’article de Wikipédia en anglais intitulé « Catholic Church in Argentina » (voir la liste des auteurs).